# Onthophagus rectecornutus
Onthophagus rectecornutus là một loài bọ cánh cứng trong họ Bọ hung (Scarabaeidae).